# 屋蔵大主
屋蔵大主（やぐらうふぬし、生没年不詳）は、琉球王国の歴史伝説に登場する人物であり、琉球王国の第一尚氏王統の初代国王である思紹の祖父であり、鮫川大主の父であると伝わる。南城市、月代宮には第一尚氏始祖として鮫川大主、歴代王と共に合祀されている。

## 家族
二男二女に恵まれ、長男は鮫川大主、次男は我喜屋上里按司、長女はノロに就任。

## 南山の出自
伊平屋島の伝承によると、英祖の五男として生まれ、伊平屋島に移り住みその実力者となった。
また、屋蔵大主の故地は南山（島尻）の与座グスク（糸満市与座、14世紀頃）の出身とも伝わる。佐敷の伝承では、屋蔵大主の父である上与座按司が大里按司に討たれ、屋蔵大主が伊平屋島に落ち延びたとする。英祖王嫡子五男の大里王子の子孫に南山王の座についた大里按司があり、佐敷の伝承でも、上与座を討った大里按司が南山王に君臨したとあり、符合する。
『球陽』によると、天孫氏25代恩金松兼王の七子で伊是名城主と伝わる国頭王子を先祖に持つとされるが伝説の域を出ない。

## 伊平屋島
屋蔵大主の所有している蔵は我喜屋の集落に八つあった言われる。百姓から子の鮫川大主とともに信頼されていたという。しかし、皮肉にも鮫川大主はその百姓によって島を脱出することになる。また、鮫川大主に伊是名グスクを築かせたのは屋蔵大主の命によるものだと言われている。